# Joseph Maffioli
Joseph Armand Maffioli (* 18. Februar 1904 in  Chamonix, Haute-Savoie, Frankreich; † 10. Juli 1965 ebenda) war ein französischer Skispringer.
Maffioli startete bei den Olympischen Winterspielen 1928 im Schweizer St. Moritz und erreichte im Normalschanzen-Wettbewerb auf der Olympiaschanze mit Sprüngen auf 35 und 40 Meter den 35. Platz.